# 11255 Fujiiekio
11255 Fujiiekio eller 1977 DC4 är en asteroid i huvudbältet som upptäcktes den 18 februari 1977 av de båda japanska astronomerna Hiroki Kōsai och Kiichirō Furukawa vid Kiso-observatoriet i Japan. Den är uppkallad efter amatörastronomen Fujii Ekio..
Asteroiden har en diameter på ungefär 10 kilometer och den tillhör asteroidgruppen Themis.